# Wangenried
Wangenried är en ort och kommun i distriktet Oberaargau i kantonen Bern, Schweiz. Kommunen har 406 invånare (2021).
Orten ligger cirka 2 km söder om Wangen an der Aare och 9 km öster om Solothurn. 
Fram till mitten av 1900-talet var byns invånare nästan uteslutande sysselsatt med jordbruk. Även idag är flera invånare bönder. Dessutom finns några hantverkare och flera personer pendlar till sina arbetsplatser utanför byn.
Wangenried ligger vid huvudvägen mellan Wangen an der Aare och Herzogenbuchsee, men för byn skapades en förbifart. Den närmaste länken till motorvägen A1 ligger 3 km utanför orten.